# Vaarst
Vaarst (eller Vårst) er en by i Himmerland med 372 indbyggere  (2024), beliggende 2 km nordøst for Fjellerad, 9 km sydøst for Gistrup og 19 km sydøst for Aalborg. Vaarst hører til Aalborg Kommune og ligger i Region Nordjylland.
Vaarst ligger i Gunderup Sogn. Landsbyen Gunderup med Gunderup Kirke ligger 3 km vest for byen.
Lindenborg Slot ligger 4 km syd for Vaarst. Naturområderne Lundby Bakker og Lundby Krat ligger 7 km nordvest for byen.

## Faciliteter
Vaarst Skole blev nedlagt i 1992 og rummer nu Vaarst Børnehave, der er normeret til 20 børn. Den tidligere Fjellerad skole fik navnet Vaarst-Fjellerad Skole. Den samler elever fra begge byer og de omkringliggende landsbyer. Skolen har 150 elever i 0.-6. klasse, hvorefter eleverne kan fortsætte på Gistrup Skole. Skolen har også børnehave med plads til 40 børn. Skolefritidsordning (DUS) for 0.-3. klasse og juniorklub for 4.-6. klasse benyttes dagligt af 90 børn.
I selve Vaarst lå Vaarst Friskole, som havde ca. 80 elever i 2008, men gik konkurs i november 2014.
Der er kollektiv transport med bus én gang i timen gennem Vaarst mellem Fjellerad og Aalborg Universitet.
Vaarst-Fjellerad Boldklub har faciliteter i den nordligste del af Vaarst til fodbold, badminton og gymnastik.
Et biogasanlæg ligger omkring 2 kilometer nordvest for Vaarst. 
Anlægget er ejet af det odenseanske selskab Nature Energy Vaarst A/S, hvis hovedaktionær er NGF Nature Energy Biogas A/S.
Biogasanlægget har eksisteret siden 1997,
og har siden 2015 været på naturgasnettet med en produktion på omkring 25.000 kubikmeter biogas i døgnet.

## Historie

### Jernbanen
Vaarst havde station på Aalborg-Hadsund Jernbane (1900-69). Stationsbygningen på Vaarst Banevej er revet ned, og på stationsarealet er der anlagt en lille bypark. Fra stationsområdet går vandre- og cykelstien Hadsundruten på banetracéet over den brede Lindenborg Ådal til Komdrup. Fra den østlige ende af Vaarst Skolevej går en sti på banetracéet mod nordøst til Gudumholm.